# オリンピックの独立参加選手団

五輪旗

オリンピックの独立参加選手団（どくりつさんかせんしゅだん、英: Independent Olympic Participants / Independent Olympic Athletes）は、ある国家において何らかの事情で国内オリンピック委員会（NOC）が未設立かあるいは国際オリンピック委員会（IOC）の制裁下にある場合、当該国の選手がオリンピックに出場できるようにするための救済措置としてその場で結成されるチームである。
なお、「国家を代表する選手」とは見なされないため、表彰時には国旗・国歌の代わりに五輪旗・五輪賛歌が用いられる。

## 結成された例
- 1992年バルセロナオリンピックの独立参加選手団 - ユーゴスラビア紛争によりユーゴスラビアオリンピック委員会が制裁下にあったため。
- 2000年シドニーオリンピックの個人参加選手団 - 東ティモール独立時、NOCが未設立であったため。なおこの時は「個人参加選手団（英: Individual Olympic Athletes）」という名称が使用されている。
- 2012年ロンドンオリンピックの独立参加選手団 - オランダ領アンティルの解体および南スーダンの独立によりNOCが未設立であったため。
- 2014年ソチオリンピックの独立参加選手団 - インド政府の干渉が原因でインドオリンピック委員会が制裁下にあったため。開催中に制裁が解除されたため、閉会式では「インド選手団」として参加。
- 2016年リオデジャネイロオリンピックの独立参加選手団 - クウェート政府の干渉が原因でクウェートオリンピック委員会が制裁下にあったため。
- 2018年平昌オリンピックのロシアからのオリンピック選手団 - ロシアにおけるドーピング問題によりロシアオリンピック委員会が制裁下にあったため、独立参加選手団に準じた扱い（五輪旗・五輪賛歌を使用）で参加。

## 類例
上記以外にも、「国家を代表しないオリンピック選手団」が結成された例がある。
- 混合チーム - 1896年（第1回）から1904年（第3回）のみ存在。
- 1980年モスクワオリンピックにおいて、ソ連のアフガニスタン侵攻への抗議として西側諸国でボイコット騒動が発生したが、参加した国の選手団も国旗を用いず五輪旗を使用した。中でもイギリスは政府後援を得られず、NOCが独自に選手を派遣した。
- EUN選手団 - 1992年の第25回および冬季第16回のみ存在。ソビエト連邦の崩壊により当該各国のNOCが未承認だったことによる。
- 2020年東京オリンピックのROC選手団 - 前述の2018年と同様、ロシアが国としての出場を認められなかったことによる選手団であるが、ROC（ロシアオリンピック委員会）の名前で参加することとなった。五輪旗・五輪賛歌ではなく、独自の旗と別途申請された楽曲（ピアノ協奏曲第1番 (チャイコフスキー)）を利用することとした。
- 2022年北京オリンピックのROC選手団（英語版）
- 2024年パリオリンピックのAIN選手団（英語版）

- オリンピックの難民選手団
  - 2016年リオデジャネイロオリンピックの難民選手団
  - 2020年東京オリンピックの難民選手団
  - 2024年パリオリンピックの難民選手団